# سوق الثلوث (إب)

تعديل مصدري - تعديل

سوق الثلوث هي إحدى قرى عزلة ميتم بمديرية إب التابعة لمحافظة إب، بلغ تعداد سكانها 331 نسمة حسب تعداد اليمن لعام 2004.